# Kirgiska Wikipedia
Kirgiska Wikipedia – edycja językowa Wikipedii tworzona w języku kirgiskim. Została uruchomiona 3 czerwca 2002 roku. Wersja ta liczy obecnie 75 894 artykułów.